# Pahang (Talawi)
Pahang is een bestuurslaag in het regentschap Batu Bara van de provincie Noord-Sumatra, Indonesië. Pahang telt 6557 inwoners (volkstelling 2010).